# Фенсон, Эрик
Э́рик Фе́нсон (англ. Eric Fenson; род. 6 мая 1971, Бемиджи, Миннесота) — американский кёрлингист.
В составе мужской сборной США участник чемпионата мира 2003. Чемпион США среди мужчин (2003).

## Достижения
- Чемпионат США по кёрлингу среди мужчин: золото (2003), серебро (2010), бронза (2005).
- Американский олимпийский отбор по кёрлингу: бронза (2005).
- Континентальный Кубок по кёрлингу (в составе команды Северной Америки): серебро (2003).
- Чемпионат мира по кёрлингу среди юниоров: бронза (1991).
- Чемпионат США по кёрлингу среди юниоров: золото (1991, 1992), бронза (1990).

- Лучший кёрлингист года в США (англ. USA Curling Male Athlete of the Year): 1991.

## Команды
| Сезон   | Четвёртый     | Третий         | Второй          | Первый        | Запасной                         | Турниры                         |
| ------- | ------------- | -------------- | --------------- | ------------- | -------------------------------- | ------------------------------- |
| 1990—91 | Эрик Фенсон   | Шон Рожески    | Kevin Bergstrom | Ted McCann    | Майк Пеплински (ЧМЮ)             | ЧСШАЮ 1991 · ЧМЮ 1991           |
| 1991—92 | Эрик Фенсон   | Шон Рожески    | Kevin Bergstrom | Ted McCann    |                                  | ЧСШАЮ 1992 · ЧМЮ 1992 (5 место) |
| 1996—97 | Пит Фенсон    | Джейсон Ларуэй | Джоэл Ларуэй    | Эрик Фенсон   |                                  |                                 |
| 1998—99 | Пит Фенсон    | Эрик Фенсон    | Шон Рожески     | Марк Халупцок |                                  |                                 |
| 1999—00 | Пит Фенсон    | Джейсон Ларуэй | Шон Рожески     | Эрик Фенсон   |                                  |                                 |
| 2002—03 | Пит Фенсон    | Эрик Фенсон    | Шон Рожески     | Джон Шустер   | Скотт Бэрд тренер: Роберт Фенсон | ЧСША 2003 · ЧМ 2003 (8 место)   |
| 2003—04 | Пит Фенсон    | Эрик Фенсон    | Шон Рожески     | Джон Шустер   |                                  | ККК 2003                        |
| 2004—05 | Скотт Бэрд    | Эрик Фенсон    | Тим Джонсон     | Марк Халупцок |                                  | ЧСШАМ/АООК 2005                 |
| 2009—10 | Mike Farbelow | Эрик Фенсон    | Nick Myers      | Jeff Puleo    | Mark Willmert                    | ЧСШАМ 2010                      |
| 2011—12 | Эрик Фенсон   | Trevor Andrews | Quentin Way     | Mark Lazar    |                                  | ЧСШАМ 2012 (9 место)            |
| 2012—13 | Эрик Фенсон   | Trevor Andrews | Блейк Мортон    | Кельвин Вебер |                                  |                                 |
| 2013—14 | Эрик Фенсон   | Josh Bahr      | Jon Chandler    | Марк Халупцок | Riley Fenson                     | ЧСШАМ 2014 (10 место)           |

(скипы выделены полужирным шрифтом)

## Частная жизнь
Представитель большой семьи кёрлингистов. Его дедушки и бабушки играли в кёрлинг, его родители играли в кёрлинг, его отец Боб Фенсон чемпион США (1979) и выступал на чемпионате мира 1979. Старший брат Эрика, Пит Фенсон — многократный чемпион США по кёрлингу, бронзовый призёр чемпионатов мира и зимних Олимпийских игр. Играют в кёрлинг и представители следующего поколения — сыновья Пита Алекс и Грэм (Graem Fenson), а также сын Эрика Рили (Riley Fenson).
Эрик начал заниматься кёрлингом в 1981, в возрасте 10 лет.